# NGC 3127
NGC 3127 é uma galáxia espiral (Sb) localizada na direcção da constelação de Hydra. Possui uma declinação de -16° 07' 34" e uma ascensão recta de 10 horas, 06 minutos e 24,7 segundos.
A galáxia NGC 3127 foi descoberta em 1886 por Frank Leavenworth.